# Frieda Keller
Pour les articles homonymes, voir Keller.
Frieda Keller, née le 24 décembre 1879 à Bischofszell et morte le 7 septembre 1942 à Münsterlingen, est une couturière suisse reconnue coupable du meurtre de son enfant né d'un viol.
Elle est condamnée à mort par le Tribunal cantonal de Saint-Gall le 12 novembre 1904 pour le meurtre de son fils Ernst. Graciée le 18 novembre 1904 par le Conseil cantonal de Saint-Gall, elle voit sa peine de mort commuée en réclusion à perpétuité à l'isolement. Elle est libérée le 25 novembre 1919 après quinze ans de réclusion dans des conditions éprouvantes.
Son cas a conduit à la révision des dispositions du code pénal suisse en matière d'homicide, afin de tenir compte du mobile de l'auteur.

## Biographie

### Origines, famille et activités
Frieda Keller naît le 24 décembre 1879 à Bischofszell, dans le canton de Thurgovie. Elle est la cinquième de onze enfants, dont deux morts prématurément. Son père, Jakob, est cordonnier ; sa mère est née Anna Kobi à Rapperswil.
Elle exerce le métier de couturière et travaille en sus comme serveuse en fin de semaine dans une auberge,.

### Viol et enfant hors mariage
Un jour, alors qu'elle est âgée de 18 ans, son patron, Karl Zimmerli, marié, père de deux enfants et ami proche de son père, l'envoie à la cave chercher du vin et en profite pour la violer,. Un deuxième viol a lieu ultérieurement, dans la chambre à coucher de l'aubergiste, alors que Frieda Keller apportait une robe destinée à sa femme. La sœur aînée de Frieda, qui avait travaillé pendant un an comme serveuse dans le même établissement avant de refuser d'y retourner, avait aussi été violée par le même homme.
Enceinte, Frieda Keller cherche l'anonymat dans la ville voisine de Saint-Gall et parvient à cacher sa grossesse pendant de long mois. Son père la renie lorsqu'il apprend finalement son état. Elle donne naissance à son enfant, Ernst, dans la maternité cantonale le 27 mai 1899 et le place dans une crèche tenue par des sœurs catholiques. Elle rend rarement visite à son fils et peine à trouver l'argent nécessaire pour payer les frais de garde,,, le père de l'enfant ne lui envoyant qu'une seule fois de l'argent à cet effet. Le père de Frieda Keller meurt le 4 septembre 1901, laissant un héritage qui sera dilapidé par l'un des frères.
Lorsque l'enfant a quatre ans, la crèche demande à Frieda Keller de le récupérer faute de place,. La jeune femme fréquente alors un postier, Beat Rothenfluh, qu'elle espère épouser et elle ne lui a pas encore confié son secret. Elle demande conseil à sa mère, qui lui avoue qu'elle avait elle-même donné naissance à un enfant hors mariage, conçu avec feu son mari, et que, abandonnée, elle avait étranglé le nouveau-né par désespoir, ce qui lui avait valu une condamnation à six ans de réclusion. La mère meurt d'une attaque cérébrale 23 jours après cet aveu. Le jour de Noël, Frieda Keller parle de son enfant au jeune homme qu'elle fréquente, mais celui-ci la rejette. Elle finit par retirer son enfant de la crèche le 2 mai 1904. Elle déclare aux sœurs vouloir l'amener chez une tante à Munich et leur écrit le 1er juin 1904 que le voyage s'est bien passé et l'enfant bien acclimaté,,.

### Meurtre, procès et grâces
Le corps d'Ernst est retrouvé le 7 juin 1904 par des promeneurs, dans un bois situé sur la commune de Tablat, près de Saint-Gall, vers 18 h, recouvert de feuillage et de boue, une ficelle autour du cou. C'est un violent orage survenu un peu plus tôt qui aurait découvert le corps. Le médecin légiste estime que l'enfant est mort depuis au moins six à huit semaines.
Après que le ministère public fait paraître le 13 juin une annonce dans la presse locale avec une description des habits que portait l'enfant, deux sœurs de la crèche identifient les vêtements. Arrêtée le lendemain, Frieda Keller reconnaît immédiatement avoir commis le meurtre,. Elle déclare lors de l'interrogatoire avoir été désespérée et sans autre solution : elle avait honte que davantage de personnes sachent qu'elle avait un enfant né hors mariage et elle craignait ne pas pouvoir subvenir à ses besoins.
Son procès s'ouvre le 11 novembre 1904 au Tribunal cantonal de Saint-Gall. L'avocat de la défense souligne les circonstances qui ont conduit Frieda Keller au bord du désespoir. La loi ne permet cependant pas encore de tenir compte des circonstances, si bien que la peine de mort est quand même prononcée par le tribunal le lendemain,. Le verdict choque et les associations féministes se mobilisent. L'écrivain Carl Albert Loosli et le psychiatre Auguste Forel apportent également leur soutien à Frieda Keller, ce dernier écrivant même que le vrai coupable est le violeur, que la loi n'oblige à répondre ni de ses obligations ni de ses actes. Les médias font également pression, même si le journal catholique Die Ostschweiz (de) la décrit comme une meurtrière de sang-froid qui a mené une vie indécente en ayant de nombreux amants.
Elle est graciée le 28 novembre 1904 par le Conseil cantonal de Saint-Gall, par 156 voix contre 1, sa peine étant alors commuée en réclusion à perpétuité à l'isolement, avec obligation de garder le silence. Les sœurs de Frieda Keller obtiennent une nouvelle grâce du parlement cantonal pour une libération anticipée quinze ans plus tard, après un premier refus fin 1914. Frieda Keller sort de prison le 25 novembre 1919, mais elle est brisée par la dureté de sa détention : elle souffre de dépression et de délires,.

### Fin de vie
Elle fait pendant onze ans de petits travaux pour une maison de couture à Saint-Gall. Après la faillite de l'entreprise, elle passe les dix années suivantes chez une amie d'enfance, Ida Marbach, au bord du lac de Thoune et travaille comme auxiliaire et femme de chambre dans un hôtel,.
Victime d'attaques cérébrales à partir de septembre 1937, elle est internée l'année suivante dans la clinique d'aliénés de Münsterlingen, dans le canton de Thurgovie, où elle meurt le 7 septembre 1942,, à l'âge de 62 ans.

## Modification du code pénal
C'est à la suite de cette affaire que le code pénal suisse est modifié pour faire la distinction entre meurtre et assassinat,, le premier se limitant à un homicide intentionnel tandis que le second implique « une absence particulière de scrupules, notamment si son mobile, son but ou sa façon d’agir est particulièrement odieux »,.